# Préfecture de Doufelgou
La préfecture de Doufelgou est une préfecture du Togo, située dans la Région de la Kara.
Sa capitale est Niamtougou.

## Géographie
Elle est située à l'est du Togo, entre la préfecture de Kéran au nord, la préfecture de Dankpen à l'ouest et les préfectures de Kozah et de Kimah au sud.

## Principaux villages
- Siou
- Koka
- Baga
- Ténéga
- Yaka
- Défalé
- Niamtougou
- Kadjalla
- Alloum
- Massédena
- Kpaha
- Léon
- Tchoré
- pouda

## Transports
- L'aéroport international de Niamtougou, situé à environ quatre kilomètres au nord-ouest de Niamtougou, dessert la préfecture de Doufelgou.